# Ankare (urverksdel)

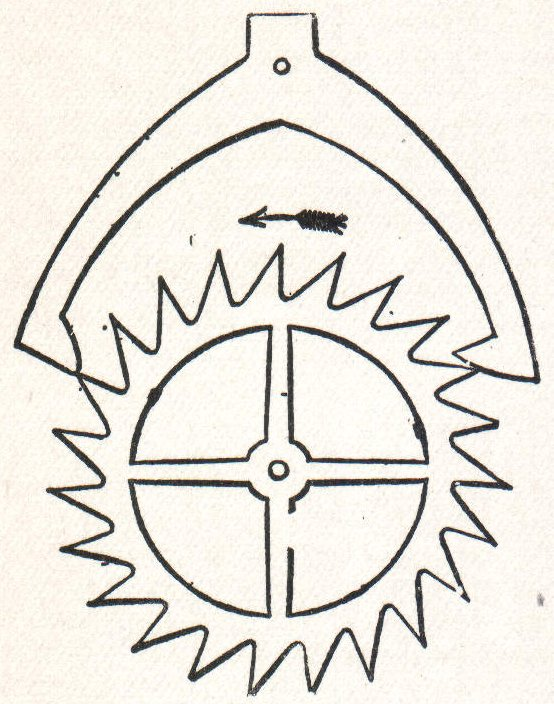
Gånghake och steghjul från äldre urverk, före ankarets introduktion. Ankaret fästs på ett snarlikts sätt vid steghjulet, men är försett med en "gaffel" upptill, vilken löper kring en tapp av rubin, vilken i sin tur är fästad vid regulatorn.

Ankaret, eller gånghaken, används i ett urverk med ankargång för att reglera hastigheten på steghjulet. Steghjulet påverkas av en kraft som vill få det att rotera, till exempel från ett lod eller en fjäder, men gånghaken hindrar det från att röra sig mer än ett steg i taget. 
Genom steghjulets och gånghakens speciella utformning fås gånghaken att röra sig fram och tillbaka så att steghjulet stegvis rör sig framåt. För att reglera frekvensen på gånghakens svängningar använder man antingen en pendel eller ett fjäderupphängt hjul som svänger fram och tillbaka, en så kallad oro.